# Нір Бітон
Нір Бітон (івр. ניר ביטון, нар. 30 жовтня 1991, Ашдод) — ізраїльський футболіст, півзахисник клубу «Селтік». Виступав, зокрема, за клуб «Ашдод», а також національну збірну Ізраїлю.

## Клубна кар'єра
Народився 30 жовтня 1991 року в місті Ашдод. Вихованець футбольної школи клубу «Ашдод». Дорослу футбольну кар'єру розпочав 2009 року в основній команді того ж клубу, в якій провів чотири сезони, взявши участь у 123 матчах чемпіонату. Більшість часу, проведеного у складі «Ашдода», був основним гравцем команди.
До складу клубу «Селтік» приєднався 2013 року. Наразі встиг відіграти за команду з Глазго 3 матчі в національному чемпіонаті.

## Виступи за збірні
2008 року дебютував у складі юнацької збірної Ізраїлю, взяв участь у 15 іграх на юнацькому рівні.
Протягом 2010–2013 років залучався до складу молодіжної збірної Ізраїлю. На молодіжному рівні зіграв у 19 офіційних матчах, забив 2 голи.
2010 року дебютував в офіційних матчах у складі національної збірної Ізраїлю. Наразі провів у формі головної команди країни 6 матчів.

## Титули і досягнення
- Чемпіон Шотландії (8):

«Селтік»: 2013–14, 2014–15, 2015–16, 2016–17, 2017–18, 2018–19, 2019–20, 2021–22
- Володар Кубка шотландської ліги (6):

«Селтік»: 2014–15, 2016–17, 2017–18, 2018–19, 2019–20, 2021–22
- Володар Кубка Шотландії (4):

«Селтік»: 2016–17, 2017–18, 2018–19, 2019–20
- Володар Кубка Тото (1):

«Маккабі» (Тель-Авів): 2023–24